# Carlo Roberti de' Vittori
Pour les articles homonymes, voir Roberti.
Carlo Roberti de' Vittori (né en 1605 à Rome, alors capitale des États pontificaux, et mort le 14 février 1673 à Rome) est un cardinal italien du XVIIIe siècle.

## Biographie
Carlo Roberti de' Vittori est gouverneur de plusieurs villes dans les États pontificaux et gouverneur et vice-légat de Romagne en 1623-1644. Il est référendaire au tribunal suprême de la Signature apostolique et commissaire pendant l'épidémie lors du pontificat d'Alexandre VII (1655-1667). Roberti est élu archevêque titulaire de Tarse et est nonce apostolique en Savoie (en) en 1658 puis en France en 1664 et surintendant général de la principauté de Masserano.
Le pape Alexandre VII le crée cardinal in pectore lors du consistoire du 15 février 1666. Sa création est publiée le 7 mars 1667. Il est légat apostolique en Romandiola.
Le cardinal Roberti participe au conclave de 1667 et au conclave de 1669-1670.

## Succession apostolique
Carlo Roberti de' Vittori a ordonné les évêques suivants :
- Évêque Jean d'Arenthon d'Alex (1661)
- Évêque Giovanni Stefano Sanarica, O.S.B. (1671)